# ヤエヤマラセイタソウ
ヤエヤマラセイタソウ（八重山羅背板草、Boehmeria yaeyamensis）は、イラクサ科カラムシ属の多年草。

## 概要
日本の八重山諸島固有種で、石垣島、西表島及び与那国島にのみ分布する。海岸の日当たりのよい岩場や荒地に生育する。
多年草で、高さ30～70cmになる。茎は直立、あるいは束生し、粗毛を生やす。葉は対生、卵状円形で、長さ4～10cm、先端は鈍頭、裏面に粗毛を生やし、葉縁に鋸歯がある。雄花序は単立し長さ10～20cm、雌花序は円錐花序で、葉腋から腋生し長さ3～10cmになる。
生育地では、家畜の放牧が行われており、食害による個体数減少が懸念される。

## 保護上の位置づけ
準絶滅危惧（NT）（環境省レッドリスト）
生育地である下記の地方公共団体が作成したレッドデータブックにも掲載されている。
- 沖縄県：絶滅危惧II類

## ギャラリー
ヤエヤマラセイタソウ
（2025年3月 沖縄県与那国町 ティンダバナ周辺にて撮影）
- 若い個体
- 葉裏は粗い毛がある
- 枯れた花序のついた個体